# Hypomolis
Genre
Hypomolis est un genre de lépidoptères (papillons) sud-américains de la famille des Erebidae et de la sous-famille des Arctiinae.

## Liste des espèces
Selon FUNET Tree of Life (2 novembre 2020) :
- Hypomolis aeruginosa (Felder & Rogenhofer, 1874)
- Hypomolis agnes Toulgoët, 1982
- Hypomolis aldaba (Dognin, 1894)
- Hypomolis evippus (Druce, 1898)
- Hypomolis fassli Rothschild, 1911
- Hypomolis lachaumei Toulgoët, 1982
- Hypomolis lymphasea (Dognin, 1892)
- Hypomolis ockendeni (Rothschild, 1910)
- Hypomolis roseicincta (Dognin, 1913)
- Hypomolis sanguinipectus (Seitz, 1919)
- Hypomolis thiaucourti Toulgoët, 1977
- Hypomolis venedictoffae Toulgoët, 1977
- Hypomolis virescens (Rothschild, 1909)
- Hypomolis viridella (Strand, 1919)
- Hypomolis viridis (Druce, 1903)
- Hypomolis viridoides Toulgoët, 1982